# 黃澤青
黃澤青（1935年—2016年），中華民國（台灣）政治人物，曾任台灣省漁船保險合作社理事主席、中華民國信用合作社聯合社第五任理事主席、基隆市議員，後代表中國國民黨在漁民團體當選為第一屆第一、二、三、四、五次增額立法委員。

## 爭議事件
- 2008年5月22日，臺灣高雄地方檢察署公布，中華民國信用合作社聯合社時任理事主席黃澤青、信聯社總經理張森宇和2008年馬蕭競選正副總統財金後援會副執行長陳松柱、2008年馬蕭競選正副總統財金後援會總聯絡員周信佑、信聯社時任秘書高淑娟、信聯社時任領組白檸瑤、台灣合作社聯合社時任總經理蔡熊雄等七人，因涉嫌假借2008年春節餐敘聯誼會之名賄選，為國民黨正副總統候選人馬英九、蕭萬長拉票助選，被依違反《總統副總統選舉罷免法》起訴。[2]